# Гімн Етері (фільм, 1957)
«Гімн Етері» (груз. «ეთერის სიმღერა», рос. «Песнь Этери») — грузинський радянський художній фільм 1957 року кінорежисера Сіко Долідзе про життя грузинського композитора Захарія Паліашвілі.

## Сюжет
Початок 1930-х років... Слухаючи по радіо свою оперу «Абесалом і Етері», тяжко хворий Паліашвілі згадує своє життя....

## Актори
- Валер'ян Квачадзе — Zaqarya Paliashvili
- Мєдея Джапарідзе — Нато
- Б. Віноградова — Юлія
- І. Русінов — Віктор
- Васо Годзіашвілі — дідусь
- Кеті Долідзе — Етері, 8 років
- Р. Кіладзе — Етері, 18 років
- Рамаз Чхіквадзе — Вано
- Георгій Гегечкорі — Nestori
- М. Хінікадзе — Георгій
- Ліана Асатіані — Qetevani
- Георгій Сагарадзе — Петро
- Олександр Жоржоліані — Kotsya
- О. Алексішвілі
- Л. Бакрадзе
- Є. Джорданя
- Акакій Кванталіані
- Едішер Закаріадзе
- М. Шилделі
- Д. Славін
- Анатолій Сміранін
- Тамара Цицішвілі
- Мегі Цулукідзе
- Олексій Загорський